# Østen Østensen
Østen Østensen (Drammen, Buskerud, 12 d'agost de 1878 – Oslo, 21 de desembre de 1939) va ser un tirador noruec que va competir a començaments del segle xx.
El 1912 va prendre part en els Jocs Olímpics d'Estocolm, on va disputar dues proves del programa de tir. Va guanyar una medalla de plata en la prova de rifle lliure per equips, mentre en la rifle lliure, 300 metres tres posicions fou vint-i-tresè.
Vuit anys més tard, un cop finalitzada la Primera Guerra Mundial va disputar els Jocs d'Anvers, on disputà fins a vuit proves del programa de tir. Guanyà la medalla de plata en les proves de rifle lliure 300 metres, 3 posicions per equips i rifle militar 300 i 600 metres, bocaterrosa per equips i la de bronze en les de carrabina, 50 metres per equips i rifle lliure 300 metres, 3 posicions. En les altres quatre proves destaca una quarta posició en rifle militar 600 metres per equips i la sisena en rifle militar 300 metres per equips i rifle militar 300 metres, drets per equips.
El 1924 va guanyar el Premi Skymoens, que sols es pot guanyar una sola vegada en la vida.